# Лукашов Іван Олексійович
Іва́н Олексі́йович Лукашо́в (1899 , Ширяєво, Волоколамський повіт, Московська губернія, Російська імперія  — невідомо ) — український та російський радянський діяч. Депутат Верховної ради УРСР 1–2-го скликань (1938–1952), депутат Верховної ради Російської РФСР. Кандидат у члени ЦК КП(б)У (1949–1952).

## Біографія
Народився 1899 року в родині селянина-середняка в селі Ширяєво, тепер Волоколамського району Московської області (Російська Федерація). З 1912 по 1918 рік працював у приватній майстерні.
У 1918—1921 роках — голова сільської ради в селі Ширяєво Волоколамського повіту Московської губернії. У 1921—1925 роках — голова виконавчого комітету Аннинської волосної ради Волоколамського повіту.
Член РКП(б) з 1925 року.
У 1925—1929 роках — завідувач Волоколамського повітового земельного відділу, завідувач Богородського повітового земельного відділу Московської губернії.
З 1930 року працював у Московській спілці споживчих товариств. З 1931 року — на керівній роботі в органах радянської торгівлі. Працював заступником начальника міськпостачу міста Москви, заступником завідувача торговельного відділу виконавчого комітету Московської міської ради.
У травні — липні 1938 року — народний комісар торгівлі Української РСР.
У 1938 році був заарештований органами НКВС, деякий час перебував у в'язниці.
У 1940—1942 роках — начальник Головного управління (главку) «Головторгплодоовоч» Міністерства торгівлі СРСР.
У 1942—1946 роках — перший заступник народного комісара торгівлі Російської РФСР.
3 січня 1947 — 21 серпня 1950 року — міністр торгівлі Української РСР.
6 липня (офіційно 4 серпня) 1950 — 20 липня (офіційно 10 серпня) 1951 року — заступник голови виконавчого комітету Московської міської ради депутатів трудящих.
У липні 1951 — 1953 роках — член бюро із харчової промисловості і торгівлі при Раді міністрів СРСР, заступник міністра харчової промисловості СРСР.
1 квітня 1953 — 29 травня 1958 року — міністр торгівлі Російської РФСР.

## Нагороди
- два ордени Леніна (1944, 23.01.1948)
- медаль «За оборону Кавказу»
- медаль «За перемогу над Німеччиною у Великій Вітчизняній війні 1941—1945 рр.»
- медалі